# Arrifana (Santa Maria da Feira)
Pour les articles homonymes, voir Arrifana.
Arrifana est une paroisse civile portugaise (en portugais : freguesia) de la municipalité de Santa Maria da Feira dans le district d'Aveiro.

## Géographie
Arrifana est située au sud de Santa Maria da Feira, à la limite avec la municipalité de São João da Madeira.
Elle est desservie par la voie rapide IC2.

## Démographie
Lors du recensement de 2021, Arrifana compte 6 311 habitants.